# Jake Irvin

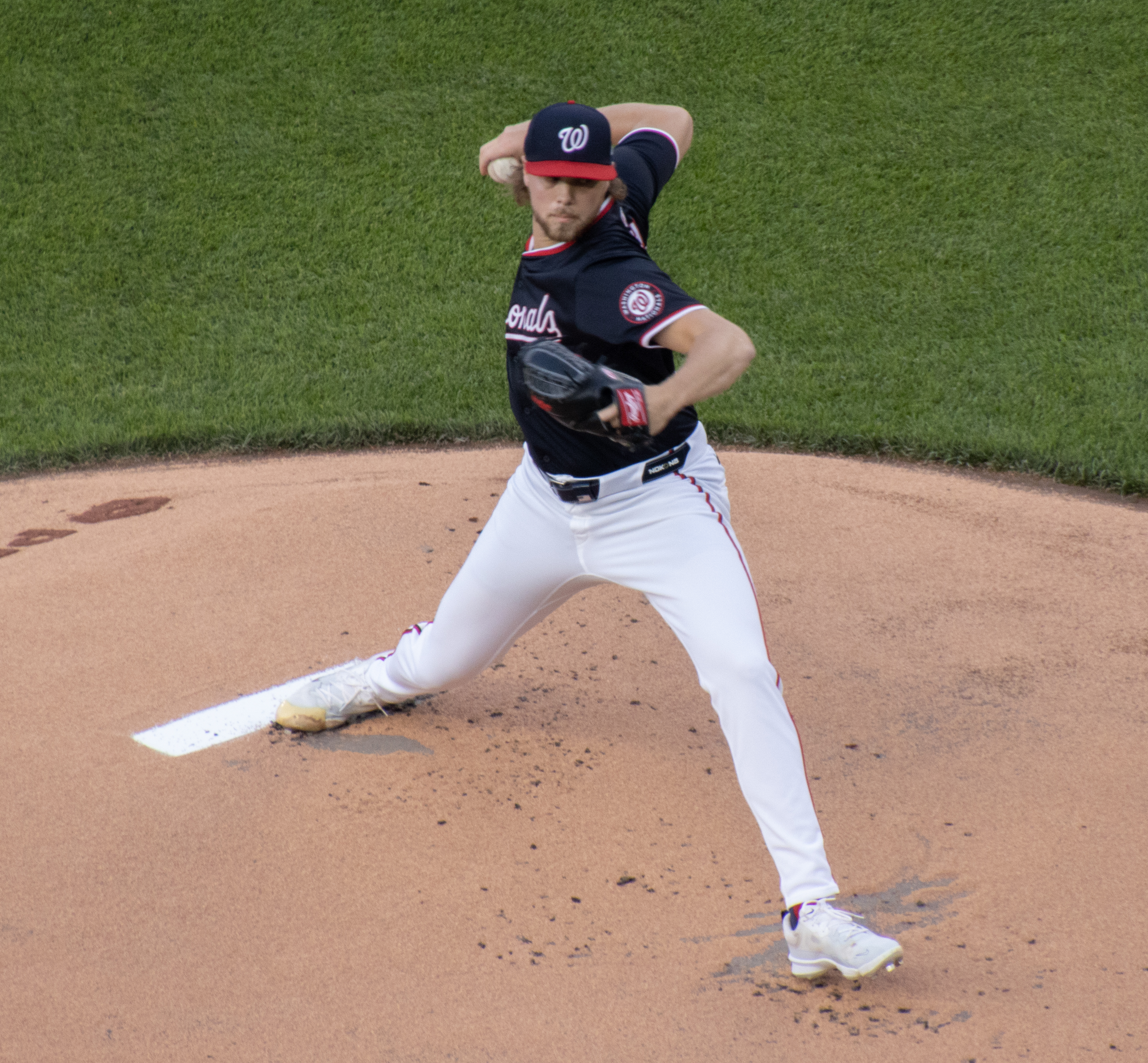
Jake Irvin (2024)

Jake Irvin (Bloomington, Minnesota, 18 de febrero de 1997) es un jugador profesional estadounidense de béisbol que se desempeña en la posición de lanzador en Washington Nationals, equipo de las Grandes Ligas de Béisbol (MLB).

## Carrera
Fue seleccionado en la cuarta ronda en el Draft de la MLB de 2018. En 2023 hizo su debut profesional con el equipo Washington Nationals, donde lleva jugando dos temporadas.